# Ruslan Ivanov
Ruslan Ivanov (Chişinău, 18 de diciembre de 1973) es un ciclista moldavo.

## Palmarés
1996 (como amateur)
- Vuelta a Yugoslavia
- Cinturón a Mallorca
- 1 etapa del Tour de Bulgaria

1997 (como amateur)
- Campeonato de Moldavia en Ruta
- Campeonato de Moldavia Contrarreloj
- 1 etapa del Girobio

1998
- Campeonato de Moldavia en Ruta
- Campeonato de Moldavia Contrarreloj
- Gran Premio de Europa (haciendo pareja con Massimo Cigana)

2000
- Campeonato de Moldavia en Ruta
- Giro de Toscana

2001
- Settimana Coppi e Bartali, más 2 etapas
- 1 etapa del Giro del Trentino
- 1 etapa del Regio-Tour
- 2.º en el Campeonato de Moldavia Contrarreloj
- 3.º en el Campeonato de Moldavia en Ruta

2002
- Gran Premio de Lugano
- 1 etapa de la Settimana Coppi e Bartali
- 1 etapa de la Semana Lombarda

2003
- 1 etapa de la Vuelta a Andalucía
- 1 etapa de la Settimana Coppi e Bartali
- 1 etapa del Giro de los Abruzzos
- 1 etapa del Brixia Tour

2008
- Tour de Langkawi

## Resultados en Grandes Vueltas y Campeonatos del Mundo
| Carrera              | Carrera              | 1994 | 1995 | 1996 | 1997 | 1998 | 1999 | 2000 | 2001 | 2002 | 2003  | 2004 | 2005 | 2006 | 2007 | 2008 | 2009 | 2010 |
| -------------------- | -------------------- | ---- | ---- | ---- | ---- | ---- | ---- | ---- | ---- | ---- | ----- | ---- | ---- | ---- | ---- | ---- | ---- | ---- |
|                      | Giro de Italia       | —    | —    | —    | —    | —    | 77.º | Ab.  | 39.º | —    | —     | —    | 70.º | —    | —    | 43.º | —    | —    |
|                      | Tour de Francia      | —    | —    | —    | —    | —    | —    | —    | —    | Ab.  | —     | —    | —    | —    | —    | —    | —    | —    |
|                      | Vuelta a España      | —    | —    | —    | —    | 99.º | Ab.  | —    | Ab.  | —    | F. c. | 77.º | Ab.  | —    | —    | —    | —    | —    |
| Mundial en Ruta      | Mundial en Ruta      | —    | —    | —    | Ab.  | Exp. | —    | 85.º | —    | —    | Ab.   | 43.º | —    | —    | —    | —    | —    | —    |
| Mundial Contrarreloj | Mundial Contrarreloj | 29.º | 20.º | 29.º | 27.º | —    | 28.º | 16.º | —    | —    | 30.º  | 24.º | —    | 35.º | —    | 43.º | —    | —    |

—: no participa

Ab.: abandono

Exp.: expulsado

F. c.: fuera de control